# 瓦雷讷苏丹
瓦雷讷苏丹（法語：Varennes-sous-Dun，法語發音：[vaʁɛn su dœ̃]）是法国索恩-卢瓦尔省的一个市镇，属于沙罗勒区。

## 地理
瓦雷讷苏丹（46°17'22"N, 4°19'59"E）面积17.76 平方千米，位于法国勃艮第-弗朗什-孔泰大區索恩-卢瓦尔省，该省份为法国中部省份，北起顺时针与科多尔省、汝拉省、安省、罗讷省、卢瓦尔省、阿列省和涅夫勒省接壤。
与瓦雷讷苏丹接壤的市镇（或旧市镇、城区）包括：日布勒、拉沙佩勒苏丹、沙特奈、拉克莱特、屈尔比尼、米西苏丹、圣拉绍。

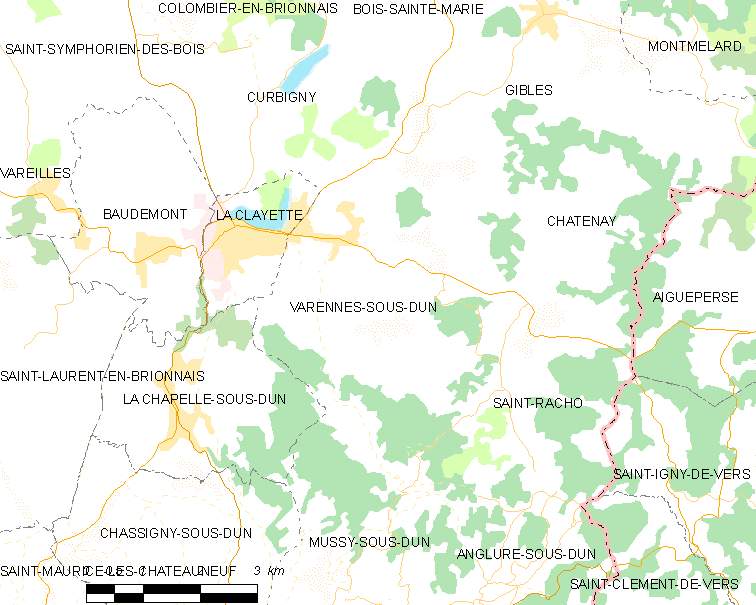
瓦雷讷苏丹的OSM定位图

瓦雷讷苏丹的时区为UTC+01:00、UTC+02:00（夏令时）。

## 行政
瓦雷讷苏丹的邮政编码为71800，INSEE市镇编码为71559。

## 政治
瓦雷讷苏丹所属的省级选区为绍法耶县。

## 人口

1962-2008年间瓦雷讷苏丹人口变化图示

瓦雷讷苏丹于2022年1月1日时的人口数量为525人。